# Fredrik Kiellman
Otto Fredrik Kiellman, född den 30 juli 1842 i Stockholm, död den 30 juli 1917 i Helsingborg, var en svensk jurist.
Kiellman blev 1861 student vid Lunds universitet, där han avlade kansliexamen 1863 och examen till rättegångsverken 1867. Han blev vice häradshövding 1870, tillförordnad fiskal i Skånska hovrätten 1871, adjungerad ledamot 1873, ordinarie fiskal 1879 och advokatfiskal samma år. Kiellman var häradshövding i Hallands läns södra domsaga 1884–1912. Han blev riddare av Nordstjärneorden 1894 och kommendör av andra klassen av samma orden 1908. Kiellman vilar på Donationskyrkogården i Helsingborg.